# Augusta Ondříčková
Augusta Ondříčková   (Plzeň, 2 de gener de 1879 - Nova York, 13 de gener de 1952)fou una violinista i professora de música txeca.
Era filla del violinista i líder musical Jan Ondříček i germana del violinista František Ondříček. Va ser violinista i cantant i va ensenyar amb la seva germana Marie a l'institut de música fundat pel seu pare. El 1904 es va casar amb el violoncel·lista Bedřich Váška, membre del trio txec. El 1911 va anar amb ell a Nova York, on va continuar ensenyant.